# Funaria acicularis
Funaria acicularis är en bladmossart som beskrevs av C. Müller 1886. Funaria acicularis ingår i släktet spåmossor, och familjen Funariaceae. Inga underarter finns listade i Catalogue of Life.